# Lily Allen
Lily Rose Beatrice Cooper (rodným jménem Lily Rose Beatrice Allen, přechýleně Allenová; 2. května 1985, Londýn, Spojené království), známá jako Lily Allen, je anglická zpěvačka a autorka písní, známá například svými písněmi „Smile“ a „LDN“. Jedná se o dceru herce a hudebníka Keitha Allena a filmové producentky Alison Owenové. 
Její singl „Smile“ se dostal na první místo britské hitparády v červenci 2006.

## Život
Jejím otcem je Keith Allen a matkou Alison Owenová. Narodila se v londýnské městské části Hammersmith. Poté se s rodinou usídlili v části Islington. Má starší sestru Sarah, mladšího bratra Alfieho (který je předmětem její písně „Alfie“) a mladší sestru Rebeccu. Také má mnoho nevlastních sourozenců.
V roce 1988 se objevila v show The Comic Strip Presents... , v díle nazvaném „The Yob“, který zčásti napsal její otec. Když byly Allenové čtyři roky, její otec opustil rodinu a tak vyrůstala pouze s matkou Chodila na 13 škol, včetně Hill House School a Bedales School a z několika byla vyloučena. Ve volném čase si ráda četla poslechla umělce jako The Specials, T. Rex a Happy Mondays.
Allenová hrála dvorní dámu ve filmu z roku 1998 Královna Alžběta, který produkovala její matka. Odešla ze školy, když jí bylo 15 let, protože nechtěla „strávit třetinu života přípravou na práci v další třetině života, aby si na další třetinu života zajistila penzi.“ Poté, co jela s rodinou na dovolenou na Ibizu, řekla matce, že tam zůstane s přáteli, a tak se usídlila v městečku Sant Antoni de Portmany. Vydělávala si peníze prací v obchodě „Plastic Fantastic“ a dealerstvím extáze.

### Osobní život
Jejím partnerem byl podnikatel Sam Cooper. V roce 2010 byla těhotná, ale porodila mrtvého chlapce. Dne 11. června 2011 se v Gloucesteshire s Cooperem vzali, 25. listopadu 2011 se jim narodila dcera Ethel Mary. Dne 8. ledna 2013 se jim narodila druhá dcera Marnie Rose. V roce 2018 se rozvedli. O dva roky později se provdala za amerického herce Davida Harboura.

## Hudební kariéra

### Zájem nahrávací firmy
Allenová potkala svého prvního manažera, George Lamba, když ji zachránil před skupinou útočníků a poslal ji domů. Allenovou odmítlo několik nahrávacích společností, což přisuzovala faktu, že je dcerou Keitha Allena a také svým problémům s alkoholem. Využila však otcových známostí a v roce 2002 podepsala smlouvu s nahrávací společností Warner Music. Když z firmy odešel člověk, se kterým podepsala smlouvu, ztratili o ni zájem a byla nucena odejít.
Studovala zahradnictví a chtěla se stát květinářkou, ale nakonec si to rozmyslela a vrátila se zpět k hudbě. Začala psát písně a její manažer ji v roce 2004 představil producentskému duu Future Cut. Pracovali v malém studiu v suterénu úřední budovy V roce 2005 podepsala smlouvu s Regal Records, která jí dala na nahrání alba £25,000, avšak nebyli schopni ho moc propagovat kvůli propagaci alb X&Y od kapely Coldplay a Demon Days od Gorillaz.

### Popularita na Myspace
Allenová si vytvořila účet na stránce Myspace a v listopadu 2005 na něj začala nahrávat demoverze svých písní. To přilákalo tisíce posluchačů a singl, který byl vydán na vinylových deskách v nákladu 500 kusů, se prodal rychle a tak byl narychlo vydán znovu, později i za £40. Vydala také kazety, nazvané My First Mixtape a My Second Mixtape na svou propagaci. Obsahovaly písně od Creedence Clearwater Revival, Dizzee Rascal a Ludacrise. Když se jí nashromáždily desítky tisíc přátel na Myspace, začal se o ni zajímat časopis „The Observer Music Monthly“. Pouze pár lidí (kromě její společnosti) vědělo, kdo Allenová je, a tak byla firma docela zdrženlivá ve vyjádření, která po nich chtěl magazín pro svou reportáž.
V březnovém vydání z roku 2006 napsal OMM článek o úspěchu Allenové přes Myspace. Úspěch jejich písní přesvědčil její nahrávací společnost, aby měla větší volnost při nahrávání alba a aby mohla použít některé písně, které sama napsala, místo písní od známých producentů. Allenová se rozhodla pracovat s producenty Gregem Kurstinem a Markem Ronsonem a za dva týdny dokončila celé album.

### Debutové album (2006–2007)
Debutové album Allenové Alright, Still bylo vydáno v limitované edici na vinylových deskách 3. července ve Velké Británii a CD vyšlo jak v Británii, tak v Evropě 17. července 2006. Na albu je 11 až 14 písní (záleží na verzi), z nichž většina byla zveřejněna k poslechu na stránkách Myspace, včetně singlu "Smile" (první píseň, kterou napsala s Future Cut), "LDN", "Knock 'Em Out"a "Alfie". Dalšími písněmi na albu jsou "Friday Night", kterou zčásti napsal Jonny Bull, „Littlest Things“, kterou produkoval Mark Ronson. V USA album vyšlo 30. ledna 2007, prodalo se ho 34,000 kusů a umístilo se na dvacátém místě v albové hitparádě „Billboard Album Charts“.
V září 2006 byl singl „Smile“ uveden na prodej v internetovém obchodě iTunes Music Store. V prosinci 2006 se video k tomuto singlu začalo hrát na různých hudebních amerických kanálech a také ho začala hrát některá americká rádia. Také natočila promo pro MTV.
V týdnu, který končil 28. lednem 2007, se podařilo britským umělcům obsadit všech deset míst v britské top10 albové hitparády poprvé od roku 1956. Právě v tomto týdnu bylo album Allenové na devátém místě.
Americký časopis Entertainment Weekly jmenoval Alright, Still jedním z deseti nejlepších alb, přestože v té době ještě na americkém trhu nebylo. V USA vyšlo 30. ledna 2007 a jako první singl z něj vzešel také "Smile". Americká verze alba obsahuje tři písně navíc: "Nan, You're A Window Shopper," "Blank Expression" a remix písně "Smile" od Marka Ronsona.

## Další aktivity
Nazpívala vokály pro píseň "Lights Go Down" od formace Basement Jaxx (z alba Crazy Itch Radio) a také se objevila na albu Robbieho Williamse Rudebox v písních "Bongo Bong And Je ne t'aime plus" (což je coververze původní písně Manu Chaa ) a "Keep On". Dále se také objevila v písních "Rawhide" od Jamie T. a „Wanna Be“ od Dizzee Rascal.
Čtvrtým singlem z alba je píseň "Alfie".
Allenová momentálně pracuje s Future Cut na druhém albu, ale odmítla zveřejnit detaily a prohlásila, že: "chyba, kterou lidé dnes často dělají je, že když mají úspěšné první album, nahrávací společnost je tlačí do rychlého vydání druhého."

## Kontroverze
Allenová poměrně často veřejně vyjadřuje své názory na ostatní hudebníky. Chodila do školy s Lukem Pritchardem z kapely The Kooks a měla několik hanlivých poznámek na jejich adresu. Také řekla o Bobu Geldofovi, že je „píča“ („cunt“)  a „pokryteckej spratek“ („sanctimonious prat“), a řekla, že když Kylie Minogue vystoupí na festivalu v Glastonbury, bude to pro tu akci urážka. Vystoupení Allenové na tomto festivalu v roce 2007 provázel další malý skandál – ve svých textech urazila zpěvačku skupiny Girls Aloud, Cheryl Cole.
Rapper Example nahrál novou verzi písně "Smile" nazvanou "Vile" (což je odpověď právě na původní verzi) psanou z pohledu bývalého přítele (ačkoliv on jejím přítelem nikdy nebyl)).
Když se jí ptali v časopisu NME, jak bude slavit, když se píseň "Smile" dostala na první místo v britské hitparádě, odpověděla "gak" (britský slangový výraz pro kokain). Hned vzápětí řekla, že si dělá srandu, ale bulvární plátky z toho udělaly skandál.
Také řekla, že každý, kdo si koupil debutové album Paris Hilton, by měl být zavražděn.

## Diskografie

### Studiová alba
| Rok  | Album                                                                            | Umístění | Umístění | Umístění | Umístění | Umístění | Umístění | Umístění | Umístění |
| Rok  | Album                                                                            | UK       | IRS      | AUS      | BEL      | FRA      | NIZ      | NOR      | USA      |
| ---- | -------------------------------------------------------------------------------- | -------- | -------- | -------- | -------- | -------- | -------- | -------- | -------- |
| 2006 | Alright, Still - 1. studiové album - Vydáno: 14. července 2006 - EMI             | 2        | 6        | 7        | 24       | 47       | 27       | 14       | 20       |
| 2009 | It's Not Me, It's You - 2. studiové album - Vydáno: 9. února 2009 - EMI, Capitol | 1        | 3        | 1        | 5        | 11       | 17       | 28       | 5        |
| 2014 | Sheezus - 3. studiové album - Vydáno: 2. května 2014 - Parlophone                | 1        | 4        | 4        | 31       | 32       | 26       | —        | 12       |
| 2018 | No Shame - 4. studiové album - Vydáno: 8. června 2018 - Parlophone               | 8        | 20       | 8        | 41       | 138      | 68       | —        | 168      |

### Singly
- 2006: „Smile“
- 2006: „LDN“
- 2006: „Littlest Things“
- 2007: „Shame For You“/„Alfie“
- 2007: „Oh My God“ feat. Mark Ronson
- 2007: „Drivin' Me Wild“ feat. Common
- 2008: „Never Miss a Beat“ feat. Kaiser Chiefs
- 2009: „The Fear“
- 2009: „Not Fair“
- 2009: „Fuck You“
- 2009: „22“
- 2009: „Who'd Have Known“
- 2013: „Hard Out Here“
- 2013: „Somewhere Only We Know“
- 2014: „Air Baloon“
- 2014: „Our Time“
- 2014: „URL Badman“
- 2014: „As Long as I Got You“
- 2017: „Trigger Bang“
- 2018: „Lost My Mind“
- 2018: „Family Man/Mad World“
- 2019: „What You Waiting For“

## Ocenění
- BRIT Awards
  - 2007, Nejlepší britský singl: "Smile" (nominace)
  - 2007, Nejlepší britské album: Alright, Still (nominace)
  - 2007, Nejlepší britská zpěvačka (nominace)
  - 2007, Nejlepší průlomová píseň: "Smile" (nominace)
  - 2010, Nejlepší britská zpěvačka (vyhrála)
  - 2010, Nejlepší britské album: It's Not Me, It's You (nominace)
  - 2010, Nejlepší britský singl: "The Fear" (nominace)
  - 2015, Nejlepší britská zpěvačka (nominace)
  - 2019, Nejlepší britská zpěvačka (nominace)
- NME Awards
  - 2007, Nejhůře oblékaná (vyhrála)
  - 2007, Nejlepší sólová umělkyně (nominace)
  - 2007, Nejvíce sexy žena (nominace)
  - 2007, Nejhorší album: Alright, Still (nominace)